# Козе (волость)
Косе (ест. Kose vald) — волость в Естонії, у складі повіту Гар'юмаа. Волосна адміністрація розташована в селищі Косе.

## Розташування
Площа волості — 532,85 км², чисельність населення становить 7103 осіб.
Адміністративний центр волості — сільське селище (ест. alevik) Косе. Крім того, на території волості знаходяться ще 4 селища (Арду (Ardu), Косе-Ууемюіса (Kose-Uuemõisa), Равіла (Ravila) та Хабайа (Habaja)) і 58 сіл: Аела (Aela), Алансі (Alansi), Ахісілла (Ahisilla), Вахетюкі (Vahetüki), Ванамиіса (Vanamõisa), Вардйа (Vardja), Вілама (Vilama), Вірла (Virla), Віскла (Viskla), Вилле (Võlle), Кадйа (Kadja), Канавере (Kanavere), Канткюла (Kantküla), Карла (Karla), Ката (Kata), Катсіна (Katsina), Кірівалла (Kirivalla), Кірувере (Kiruvere), Колу (Kolu), Кирвенурга (Kõrvenurga), Киуе (Kõue), Креі (Krei), Куівайие (Kuivajõe), Кукепала (Kukepala), Лаане (Laane), Леісту (Leistu), Лііва (Liiva), Льоора (Lööra), Лутсу (Lutsu), Маргусе (Marguse), Нимбра (Nõmbra), Ниммері (Nõmmeri), Нирава (Nõrava), Нуту (Nutu), Ойасоо (Ojasoo), Ору (Oru), Пала (Pala), Палвере (Palvere), Паунасте (Paunaste), Паункюла (Paunküla), Пуусепа (Puusepa), Рава (Rava), Равеліку (Raveliku), Ріідамяе (Riidamäe), Рииса (Rõõsa), Саарнакирве (Saarnakõrve), Сююскюла (Sääsküla), Сае (Sae), Саула (Saula), Симеру (Sõmeru), Сілмсі (Silmsi), Таде (Tade), Тамміку (Tammiku), Тріігі (Triigi), Тухала (Tuhala), Ууевескі (Uueveski), Хармі (Harmi), Яксі (Äksi).